# Notkerschulhaus (Gossau SG)

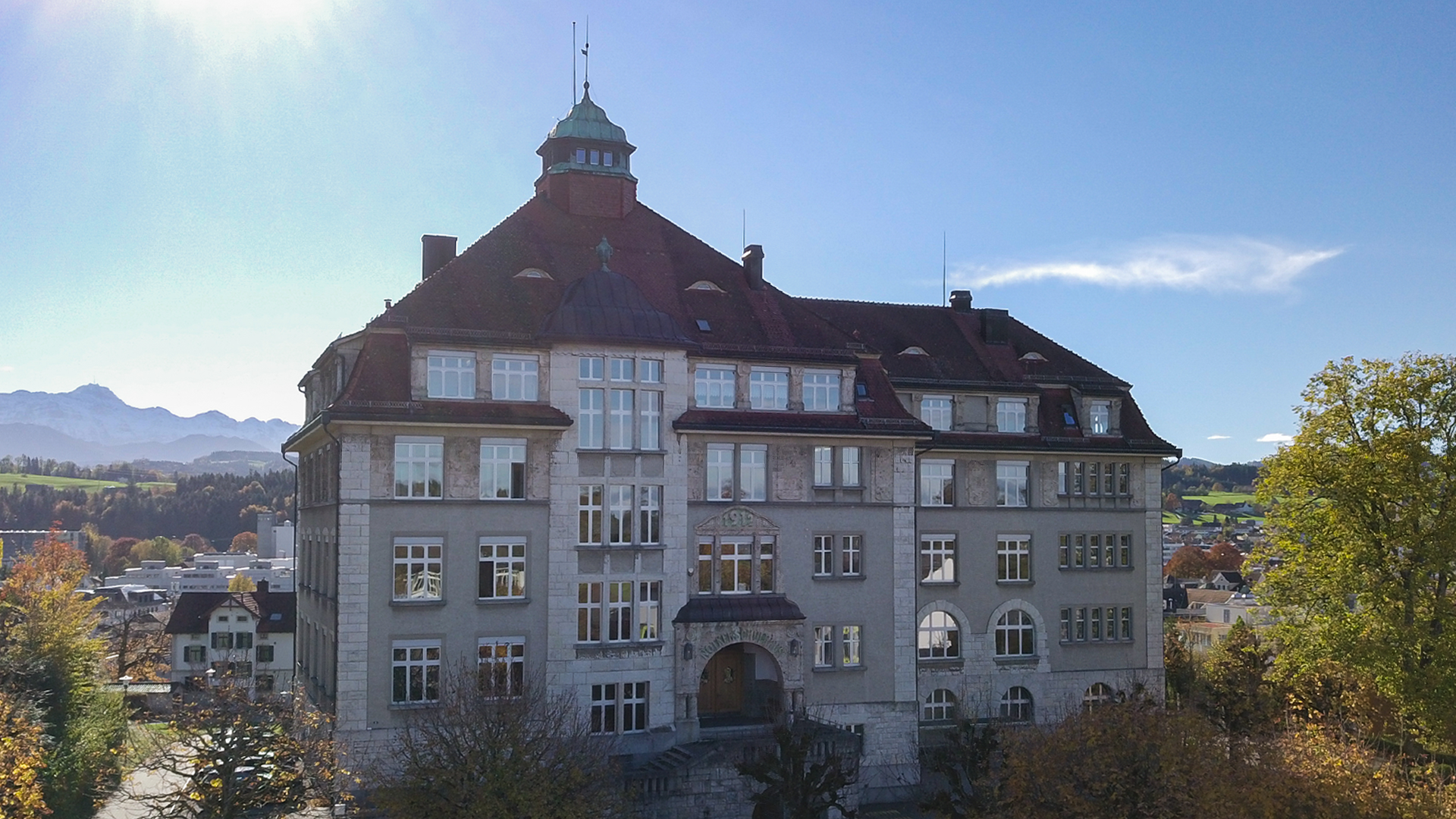
Das Notkerschulhaus in Gossau SG. Aufnahme aus dem Jahr 2023.

Das ortsbildprägende Notkerschulhaus liegt am Nordhang von Gossau SG in der Schweiz. Es wurde 1911/1912 von Adolf Gaudy aus Rorschach für die katholische Schulgemeinde erbaut. Der Weg zur Realisierung des Notkerschulhauses war lang: Er führte über das Bundesgericht und nahm fünf Jahre in Anspruch. 1909 wurde unter sieben Architekten ein Wettbewerb ausgeschrieben, doch konnte kein erster Preis erteilt werden. Schliesslich erhielt Adolf Gaudy den Auftrag. Baubeginn war im März 1911; der Schulbetrieb wurde am 12. Mai 1912 aufgenommen; die offizielle Einweihung erfolgte am 24. Juli 1912. Damit konnten die seit 1900 herrschenden Platzprobleme wegen stark wachsenden Schülerzahlen entschärft werden.

## Architektonische Merkmale
Das im Volksmund «Noki» genannte Gebäude ist aus Sicht der kantonalen Denkmalpflege nicht nur das schönste Gossauer Schulhaus, sondern generell eines der bedeutendsten und baulich qualitätsvollsten Schulhäuser im Kanton St. Gallen. Es handelt sich um einen über langrechteckigem, nordwestseitig eingezogenem Grundriss erstellten Massivbau mit vier Vollgeschossen und ausgebautem Dachgeschoss. Der Sockel besteht aus Granit, die Obergeschosse sind verputzt. Allgemein weist das Notkerschulhaus aufwendige Steinhauerarbeiten auf. Das mit Biberschwanzziegeln gedeckte Walmdach wird von einem Türmchen zentriert. Auf der Nordseite befindet sich der Haupteingang mit der Inschrift «Notkerschulhaus 1912».